# Quận của tỉnh Côtes-d'Armor
4 quận của tỉnh Côtes-d'Armor gồm:

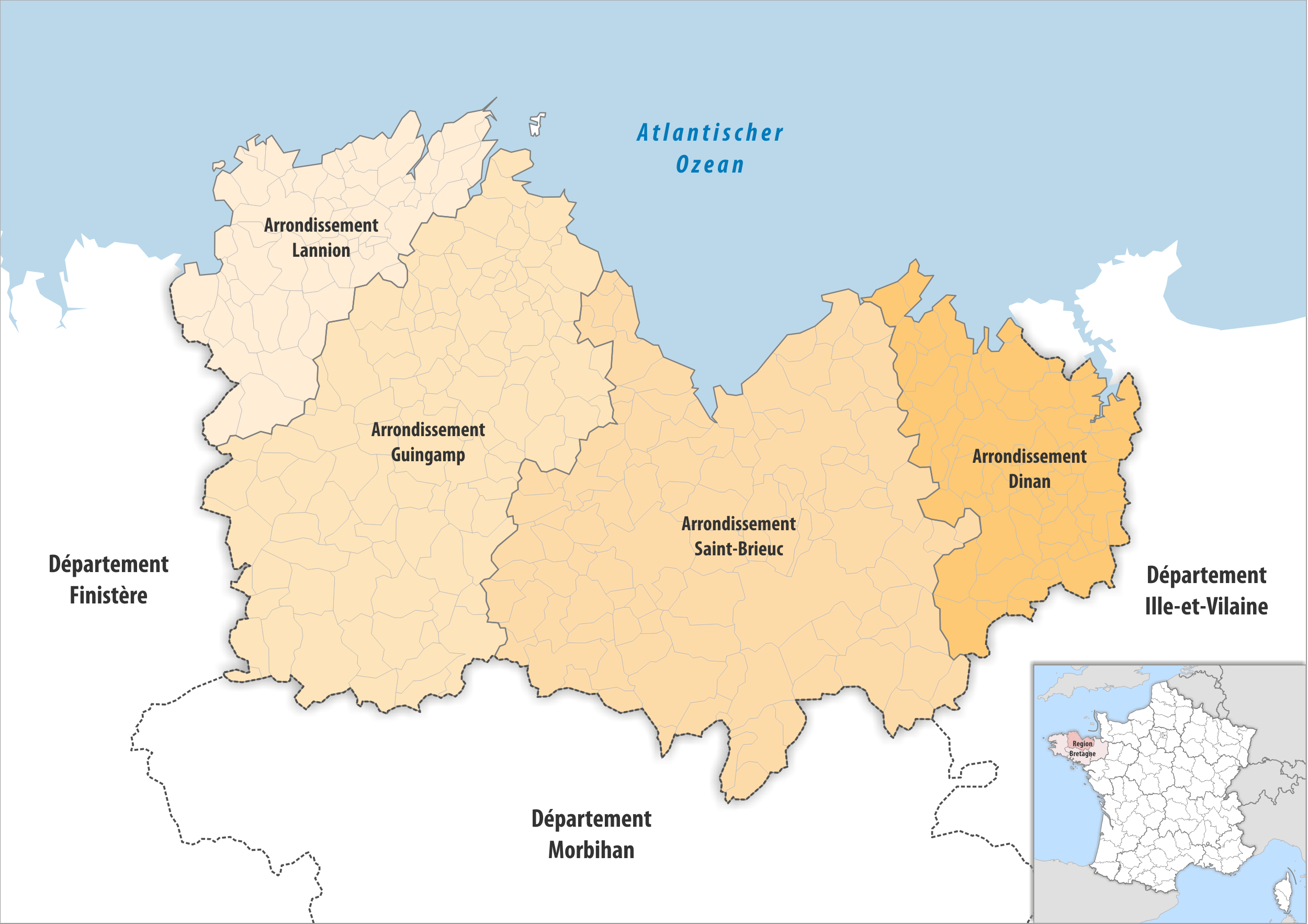
Bản đồ các quận của tỉnh Côtes-d'Armor

1. Quận Dinan, (quận lỵ: Dinan) với 12 tổng và 100 xã. Dân số của quận này là 113.332 người năm 1990, 112.076 người năm 1999, tăng trưởng dân số là 1.11%.
2. Quận Guingamp, (quận lỵ: Guingamp) với 12 tổng và 90 xã. Dân số của quận này là 86.626 người năm 1990, và 84.588 người năm 1999, tăng trưởng dân số là 2.35%.
3. Quận Lannion, (quận lỵ: Lannion) với 7 tổng và 60 xã. Dân số của quận này là 91.357 người năm 1990, và 93.105 người năm 1999, tăng trưởng dân số là 1.91%.
4. Quận Saint-Brieuc, (tỉnh lỵ của tỉnh Côtes-d'Armor: Saint-Brieuc) với 21 tổng và 122 xã. Dân số của quận này là 247.080 người năm 1990, và 252.604 người năm 1999, tăng trưởng dân số là 2.24%.

## Lịch sử
Năm 1800, thành lập các quận Saint-Brieuc, Dinan, Guingamp, Lannion và Loudéac. Quận Loudéac giải thể năm 1926.